# Херон, Фрэнсис
Чарльз Фрэ́нсис Уи́льям Хе́рон (англ. Charles Francis William Heron; 10 сентября 1853 — 23 октября 1914), также известный как Фрэнк Херон  (англ. Frank Heron) — английский футболист, нападающий. Выступал за клубы «Аксбридж», «Уиндзор Хоум Парк», «Свифтс» и «Уондерерс». Также провёл один матч за национальную сборную Англии.

## Клубная карьера
Уроженец Аксбриджа (восточный Лондон), Фрэнсис закончил школу «Милл Хилл» и школу «Кранли». В феврале 1871 года вместе с братом Хьюбертом стал одним из основателей футбольного клуба «Аксбридж». После этого был игроком этого клуба до 1874 года.
В сезоне 1874/75 стал игроком клуба «Уондерерс». В сезоне 1875/76 помог команде дойти до финала Кубка Англии, где «Уондерерс» встретился с «Олд Итонианс». По пути к финалу забил два «ключевых» гола в матче третьего раунда Кубка Англии против «Шеффилда» 29 января 1876 года. В финале «Уондерерс» сыграл вничью со счётом 1:1, а в переигровке одержал победу со счётом 3:0. Брат Фрэнсиса Хьюберт также сыграл за «Уондерерс» в том матче (в том же году братья сыграли за сборную Англии). В следующий раз два родных брата вновь сыграли в финале Кубка Англии и за сборную Англии в течение одного года только через 120 лет, когда в матче между «Ливерпулем» и «Манчестер Юнайтед» на поле вышли братья Гари и Фил Невиллы.
Также Фрэнсис играл за «Свифтс» и «Уиндзор Хоум Парк».

## Карьера в сборной
4 марта 1876 года дебютировал за сборную Англии в матче против сборной Шотландии. Фрэнк сыграл в той игре вместе со старшим братом Хьюбертом, который был капитаном англичан. У англичан в той игре «ничего не получалось», и шотландцы выиграли со счётом 3:0. Этот матч оказался для Фрэнсиса единственным за сборную Англии.

## После завершения карьеры игрока
Занимался торговлей вином в Кендале и Борнмуте.

## Достижения
«Уондерерс»
- Обладатель Кубка Англии: 1876